# Alejandro Tobar Vargas
Alejandro Andrés Tobar Vargas (Rancagua, Chile, 4 de junio de 1976) es un exfutbolista chileno que se desempeñaba en la posición de mediocampista. Jugó en equipos de Chile y Asia.

## Trayectoria

### Como jugador
Producto de las divisiones inferiores de O'Higgins en su país natal, defendió al club hasta fines de la temporada 2000,formando parte del plantel que descendió a la Primera B a fines del torneo de 1996 y que luego ascendió a la Primera División en 1998, junto a jugadores como Mauricio Dinamarca, Roberto González, Darío Gálvez, Iván Sepúlveda, Mario Núñez, Jaime González, entre otros. En el primer semestre de 1997 jugó cedido en Palestino.
En Chile, también jugó para Deportes Puerto Montt (2001) y Deportes La Serena (2001-2002).
Luego, se trasladó hacia Asia y jugó principalmente en Indonesia. En 2004 se unió al Persib Bandung, coincidiendo con sus compatriotas Claudio Lizama, Julio López, Ángelo Espinoza y el entrenador Juan Páez. También jugó para el PSMS Medan (2005-2006), Persikab Bandung (2008-2010) y Persikabo Bogor, donde coincidió nuevamente con Julio López. Como miembro del PSMS Medan en 2005 ganó la Piala Emas Bang Yos, junto a sus compatriotas Luis Hicks y Mario Quiñones.
En 2007, tuvo un paso por el club bruneano Brunei DPMM FC en la Superliga de Malasia.

### Después del retiro
Continuó con la práctica del fútbol, a nivel amateur defendiendo a equipos como el Kuda Sakti FC en la Rambo Cup 4294-Kuda Sakti FC I 2021. Además, ha participado en juegos de exhibición junto a jugadores como Cristian Carrasco y Claudio Martínez.

## Clubes
| Club                  | País      | Año       |
| --------------------- | --------- | --------- |
| O'Higgins             | Chile     | 1995-2000 |
| → Palestino (cedido)  | Chile     | 1997      |
| Deportes Puerto Montt | Chile     | 2001      |
| Deportes La Serena    | Chile     | 2001-2002 |
| Persib Bandung        | Indonesia | 2003-2004 |
| PSMS Medan            | Indonesia | 2004-2005 |
| Brunei DPMM FC        | Indonesia | 2007      |
| Persikab Bandung      | Indonesia | 2008-2010 |
| Persiku Kudus         | Indonesia | 2010-2012 |
| Persikabo Bogor       | Indonesia | 2013      |

## Palmarés

#### Títulos nacionales
| Título              | Club       | País      | Año  |
| ------------------- | ---------- | --------- | ---- |
| Piala Emas Bang Yos | PSMS Medan | Indonesia | 2005 |